# Mikel Herzog
Mikel Herzog Herzog (Vergara, Guipúzcoa; 16 de abril de 1960), más conocido artísticamente como Mikel Herzog es un cantautor español.

## Carrera artística
Formó parte de numerosos grupos en los años 1980 como Nekez u Orquesta Alcatraz. Más tarde, la orquesta Ebano, de la localidad de Zuera (Zaragoza), lo fichó como cantante del grupo, que pasó a llamarse "Mikel Herzog & Ebano. Cadillac lo seleccionó como batería del grupo, aunque su paso por esta banda fue corto. Pronto comenzó a componer canciones para otros artistas como Ricky Martin. En los años 1990 entró a formar parte del grupo La Década Prodigiosa. Tras salir de dicha banda compuso una canción que se convertiría en todo un éxito de las radios españolas de la época, "Tractor amarillo", interpretada por Zapato Veloz. Mikel también compuso canciones y participó en la producción, con Alberto Estébanez, del grupo mexicano Magneto en éxitos como La puerta del colegio (1991) y Mi amada (1993). 
En 1994 canta un tema para la BSO de la película de animación "La princesa cisne". El tema "Hasta el final del mundo" es interpretado a dúo con la cantante Mónica Naranjo. Editó varios discos en solitario y en 1996 participó en el Festival de Benidorm con la canción "La magia del amor", ganando el premio Sirenita de Plata por clasificarse en segunda posición. Dos años más tarde TVE lo seleccionó como representante de España en el Festival de Eurovisión 1998, con la canción propia "¿Qué voy a hacer sin ti?", defendida desde Birmingham (Reino Unido). En 2001 realizó una gira con su amigo el cantante Serafín Zubiri. 
Ese mismo año entró a formar parte del equipo de Operación triunfo, siendo el director de la "post-academia" (donde seguían su formación los concursantes eliminados) y director de la larga gira de dicho programa por toda España. En 2006 sacó un nuevo trabajo discográfico titulado Cómo pasa el tiempo con el que destinó fondos para el Proyecto Alzheimer. En 2007 fue, junto a Massiel, uno de los asesores del concurso Misión Eurovisión con el que TVE seleccionó al representante de España en dicho festival. Mikel está casado y tiene dos hijos que también se dedican a la música. Actualmente tiene una gran empresa de logística, del ámbito marítimo, fruto de su afición por los deportes acuáticos.

## Discografía
(En solitario)
- 1992: Bienvenidos al paraíso
- 1994: Un regalo de amor
- 1996: La magia del amor
- 1998: ¿Qué voy a hacer sin ti?
- 1999: En tu mano está
- 2006: Cómo pasa el tiempo